# 東京都交通局30型電力動車組
東京都交通局30型電力動車組（日语：／ Tōkyōto kōtsūkyoku 30-gata densha */?）為東京都交通局上野懸垂線的一款悬挂式单轨列车，现在已经退出运营。

## 慨要
30型于1982年制造，共2辆，为铝合金车体，由日本彩票协会赠送，命名为「彩票号」。于1967年1月1日开始投入使用于上野懸垂線，主要是为了替代已经老化了的M型。这款列车依然采用倾斜式车头，但是车头车窗显得较为圆润，侧面车窗面积较之前更大。列车最终在1999年12月18日停用。